# Aivo Udras
Aivo Udras, né le 14 mars 1970 à Võru, est un biathlète estonien. 

## Biographie
Aux Championnats du monde 1992, il remporte la médaille de bronze à la course par équipes, avec Hillar Zakhna, Urmas Kaldvee et Kalju Ojaste. Dans la Coupe du monde, il obtient le deuxième meilleur résultat de sa carrière en 1992 à Oslo avec une 18e place.
Zahkna prend part aux Jeux olympiques en 1992 et 1994, où il prend la seizième place, sa meilleure performance individuelle. Il prend sa retraite sportive à l'issue de la saison 1993-1994.

## Palmarès

### Jeux olympiques d'hiver
| Épreuve / Édition | Individuel | Sprint | Relais |
| Albertville 1992  | -          | 61e    | 11e    |
| Lilehammer 1994   | 16e        | 50e    | 13e    |

- - : pas de participation à l'épreuve.

### Championnats du monde
- Novossibirsk 1992 :
  -  Médaille de bronze de la course par équipes.